# Hedwig Tusar-Taxis

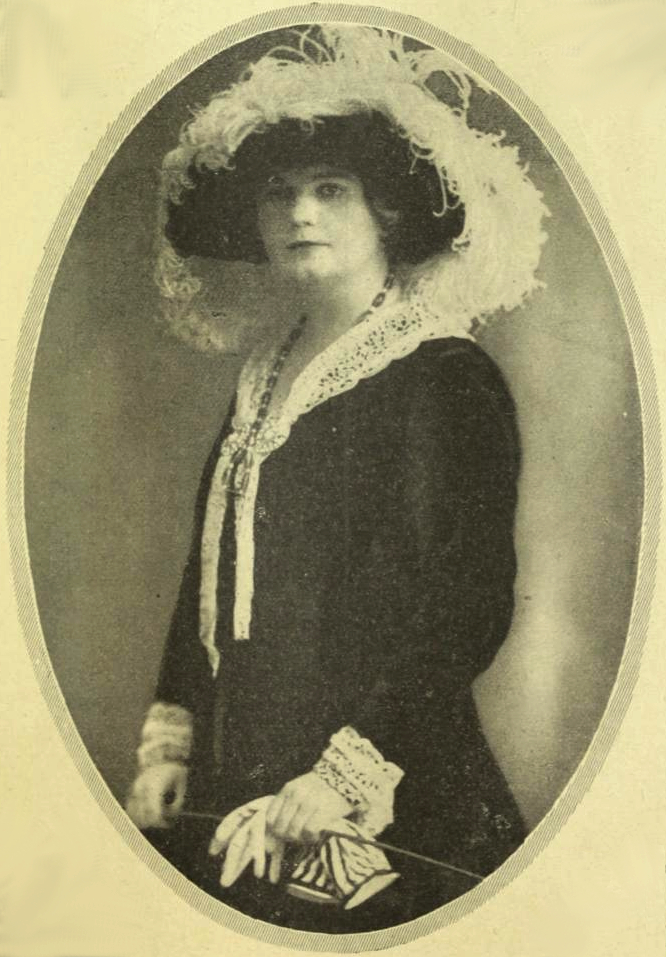
Hedwig Tusar-Taxis, Foto von Becker und Maass um 1925

Hedwig Tusar-Taxis (geb. Hedwig Welzel, auch Hedvika Tusarová oder Baronin Hedda Taxis-Tusar; * 23. April 1891 in Rapotín (Mähren); † unbekannt) war zunächst Ehefrau von Vlastimil Tusar, zweiter Ministerpräsident der Tschechoslowakei. Später wurde sie durch ihre Ehe mit Maria Emil Freiherr Taxis von Bordogna und Valnigra auch Baronin Hedda Taxis-Tusar genannt.

## Leben
Hedwig Tusar-Taxis war die Tochter von Josef Welzel und dessen Frau Adelheid. Über Kindheit und Jugend ist wenig bekannt.
1917 heiratete Hedwig Welzel Vlastimil Tusar. Diese Ehe ermöglichte ihr den Zugang zu gehobenen Gesellschaftsschichten, vor allem in Prag, Berlin und Wien. Der tschechische Historiker Petr Zidek beschreibt sie als repräsentative Ehefrau und frivole Partyliebhaberin. Hedvika Tusarová war gesellschaftlich sehr präsent. Im Botschaftsgebäude in Berlin ließ sie unter anderen den Stargeiger Váša Příhoda auftreten. Im Hotel Adlon war sie Mitorganisatorin von Wohltätigkeitsveranstaltungen.
Die Ehe zwischen Hedwig und Vlastimil Tusar wurde jedoch vom Vatikan in Frage gestellt. So behauptet der vatikanische Kardinalstaatssekretär Pietro Gasparri in einem Schreiben an Eugenio Pacelli in Berufung auf Clemente Micara, Tusar würde Hedda lediglich als seine Ehefrau ausgeben.
Vlastimil Tusar starb im März 1924 in den Armen seiner Frau. Nach seinem Testament wurde Hedvika Tusarová Gesamterbin, den Töchtern aus Vlastimils erster Ehe mit Štěpánka Tusarová wurde lediglich ein gesetzlicher Pflichtteil zugesprochen, Hedvika erhielt als Stiefmutter sogar das Sorgerecht für die Töchter.
Als Witwe pendelte Hedwig zwischen Wien, Berlin, Prag und ihrem 1924 gepachteten Schloss Hellerhof im niederösterreichischen Paudorf bei Krems. Auf einer ihrer Reisen nach Wien am 11. Mai 1924 berichtete sie dem Biographen Franz Kafkas, Max Brod, wie unglücklich sie über den Tod Vlastimils wäre. Doch im Juli 1924 – nur etwa 4 Monate nach Tusars Tod – heiratete sie Baron Emil Taxis von Bordogna. Wenige Monate nach dieser Eheschließung kursierten erste Scheidungsgerüchte. Baron Emil war ein Lebemann und finanziell bankrott. Bevor es aber 1926 nach nur zwei Jahren Ehe tatsächlich zur Scheidung kam, sorgte ein zu Weihnachten 1925 auf Schloss Hellerhof verübter Mordversuch an Baron Emil Taxis durch Hedwigs Vater und Bruder international für Schlagzeilen, auch Hedwig selbst soll beim Anschlag involviert gewesen sein. Hedwig geriet auch in das Kreuzfeuer der nationalsozialistischen Presse. Man warf ihr dort vor, sie habe sich von Tusar ein Millionenerbe – 18 Millionen tschechische Kronen – erschlichen und Drahtzieherin des Attentats an ihrem zweiten Gatten zu sein.
Es wurde ihr vorgeworfen, sie habe während eines gemeinsamen Ausfluges mit Alice Masaryková aus dem Schloss Konopiště Juwelen gestohlen, und sie sei eine Jüdin. Hedwigs Vermögen war danach aufgebraucht. Sie lebte mittellos und gesellschaftlich sowie politisch zurückgezogen in Wien, bis September 1973 war sie in Wien-Alsergrund gemeldet. Über ihre dritte Ehe mit dem Werbeunternehmer Robert Endlicher ist nichts Näheres bekannt. Ebenso unbekannt ist ihr Sterbedatum.